# Casal Comba
Casal Comba est une paroisse civile portugaise (en portugais : freguesia) de la municipalité de Mealhada dans le district d'Aveiro.

## Démographie
Lors du recensement de 2021, Casal Comba compte 3 073 habitants.